# Dálnice 55
Die Dálnice 55 (tschechisch für „Autobahn 55“) ist eine bisher nur auf einem kurzen Abschnitt in Betrieb, überwiegend noch im Planungsstadium befindliche Autobahn in Tschechien und soll künftig die Verbindung zwischen der Region Olomouc über die Region Zlín zur Südmährischen Region mit Anschluss an die dortige Autobahn D2 herstellen.
Bis zum 31. Dezember 2015 war sie als Schnellstraße klassifiziert und trug die Bezeichnung Rychlostní silnice 55 (R55).

## Geschichte
Durch Beschluss der Regierung der Tschechoslowakei Nummer 286 vom 10. April 1963 wurde sie als vierstreifige Straße H55 im Abschnitt Olomouc – Přerov – Uherské Hradiště – Břeclav – Staatsgrenze  mit Österreich in den Kategorien S 22/100 bis S 26,5/100 definiert. Der Bau dieser Autobahn wurde mehrfach durch Regierungsbeschlüsse bestätigt, zuletzt durch den Beschluss Nummer 741 der tschechischen Regierung vom 21. Juli 1999. Die Autobahn D55 wird durch überlastete Straßenabschnitte in einem relativ dicht besiedelten Gebiet entlang des Flusses Morava führen. Auf der Trasse der heutigen Staatsstraße I/55 liegen viele Städte in unmittelbarer Nähe, der Straßenverkehr zwischen ihnen wird derzeit durch deren Zentren abgewickelt (Uherské Hradiště, Strážnice, Veselí nad Moravou). Die Verkehrsdichte in diesem Bereich ist bereits heute hoch. Die geplante D55 verläuft im südlichen Teil parallel zur Bahnstrecke Břeclav–Petrovice u Karviné.
Derzeit ist der Abschnitt Hulín – Napajedla der gesamten D55 knapp 20 Kilometer lang, was zusammen mit den bereits in Betrieb befindlichen Abschnitten der Autobahn D1 zu einer besseren Anbindung der Region Zlín an das Straßen- und Autobahnnetz beigetragen hat. Die drei Kilometer lange nordöstliche Umgehungsstraße von Otrokovice wurde im Oktober 2006 in Betrieb genommen, die nördliche Verlängerung des Autobahnkreuzes Hulín mit der Autobahn D1 und D55 wurde am 3. Dezember 2010 fertiggestellt, als der 2,7 Kilometer lange Abschnitt Hulín – Hulín-Ost, im Rahmen des Baus der Autobahn D1 gebaut, in Betrieb genommen wurde, und der Abschnitt Hulín – Skalka mit einer Länge von 10,8 Kilometern.
Zusätzlich zu den oben genannten Abschnitten wurde 2002 ein 1,2 Kilometer langer Abschnitt bei Olomouc in Betrieb genommen, einschließlich eines Kreuzes mit der Autobahn D35. Aufgrund der geringen Länge ist dieser jedoch nicht als Autobahn ausgewiesen.
Von der bereits in Betrieb befindlichen Autobahnkreuz mit der D35 führt die D55 nach Süden zum künftigen Autobahnkreuz mit der D1 bei Přerov. Von Přerov nach Hulín führt die D55 mautpflichtig gemeinsam mit der Autobahn D1. Vom Autobahnkreuz Hulín führt die Route weiter nach Süden über Otrokovice, Uherské Hradiště und Hodonín bis zum künftigen Autobahnkreuz mit der D2 bei Břeclav.

## Bauabschnitte
Der Bau der D55 wurde Anfang der Nullerjahre begonnen und wird im Wesentlichen von Nord nach Süd fortlaufend durchgeführt. Die gesamte Trasse soll bis 2032 vollständig fertiggestellt sein.
| Abschnitt                                       | Länge                                 | Status                                | Baubeginn                             | Fertigstellung                        | Querschnitt                           | Entwurfs- geschwindigkeit             | Sonstiges                                                                       |
| ----------------------------------------------- | ------------------------------------- | ------------------------------------- | ------------------------------------- | ------------------------------------- | ------------------------------------- | ------------------------------------- | ------------------------------------------------------------------------------- |
| Holice – Vsisko                                 | 1,234 km                              | unter Verkehr                         | 2006                                  | November 2002                         | R22,5                                 | 120                                   | noch nicht als Autobahn ausgewiesen                                             |
| Vsisko – Kokory                                 | 7,538 km                              | im Bau                                | April 2023                            | 2025 geplant                          | R25,5                                 | 120                                   |                                                                                 |
| Kokory – Kreuz Přerov-sever                     | 5,960 km                              | planfestgestellt                      | 2025 geplant                          | 2028 geplant                          | R25,5                                 | 120                                   |                                                                                 |
| Kreuz Přerov-sever – Kreuz Hulín                | gemeinsamer Abschnitt mit Autobahn D1 | gemeinsamer Abschnitt mit Autobahn D1 | gemeinsamer Abschnitt mit Autobahn D1 | gemeinsamer Abschnitt mit Autobahn D1 | gemeinsamer Abschnitt mit Autobahn D1 | gemeinsamer Abschnitt mit Autobahn D1 | gemeinsamer Abschnitt mit Autobahn D1                                           |
| Kreuz Hulín – Hulín-východ                      | 2,700 km                              | unter Verkehr                         | Mai 2008                              | Dezember 2010                         | R24,5                                 | 120                                   |                                                                                 |
| Hulín – Skalka                                  | 10,800 km                             | unter Verkehr                         | Juli 2008                             | Dezember 2010                         | R24,5                                 | 120                                   | Skalka war Behelfsausfahrt bis zur Fertigstellung der Ausfahrt Otrokovice-sever |
| Nordost-Umfahrung Otrokovice                    | 3,030 km                              | unter Verkehr                         | Februar 2002                          | Oktober 2006                          | R24,5                                 | 120                                   | Ausfahrten Otrokovice-sever und Otrokovice-východ                               |
| Südost-Umfahrung Otrokovice                     | 3,140 km                              | unter Verkehr                         | Oktober 2018                          | November 2021                         | R25,5                                 | 110                                   | Ausfahrt Napajedla                                                              |
| Napajedla – Babice (Bauabschnitt Morava-Brücke) | 0,435 km                              | im Bau                                | April 2023                            | 2025 geplant                          | D25,5                                 | 120                                   |                                                                                 |
| Napajedla – Babice                              | 7,481 km                              | planfestgestellt                      | 2026 geplant                          | 2029 geplant                          | D25,5                                 | 120                                   |                                                                                 |
| Babice – Staré Město                            | 8,250 km                              | im Bau                                | September 2020                        | 2023 geplant                          | R25,5                                 | 120                                   |                                                                                 |
| Staré Město – Moravský Písek                    | 8,800 km                              | im Bau                                | September 2021                        | 2024 geplant                          | R25,5                                 | 120                                   |                                                                                 |
| Moravský Písek – Bzenec                         | 4,125 km                              | im Bau                                | September 2022                        | Dezember 2024 geplant                 | R25,5                                 | 120                                   |                                                                                 |
| Bzenec – Bzenec-Přívoz                          | 3,372 km                              | Genehmigung des Projektplans          | 2028 geplant                          | 2031 geplant                          | R25,5                                 | 120                                   |                                                                                 |
| Bzenec-Přívoz – Rohatec                         | 10,750 km                             | Genehmigung des Projektplans          | 2028 geplant                          | 2031 geplant                          | R25,5                                 | 120                                   |                                                                                 |
| Rohatec – Lužice                                | 11,484 km                             | Genehmigung des Projektplans          | 2028 geplant                          | 2032 geplant                          | R25,5                                 | 120                                   |                                                                                 |
| Lužice – Kreuz Břeclav                          | 11,860 km                             | Genehmigung des Projektplans          | 2028 geplant                          | 2032 geplant                          | R25,5                                 | 120                                   |                                                                                 |